# Tamazunchale
Tamazunchale – miasto w Meksyku, w stanie San Luis Potosí.